# Dassel
Dassel ist eine Kleinstadt im Landkreis Northeim im Süden des Landes Niedersachsen (Deutschland). Dassel ist als Grundzentrum klassifiziert, das in dem Teilbereich der schulischen Bildung die Aufgaben eines Mittelzentrums wahrnimmt.
Der urkundlich im Frühmittelalter erwähnte Ort wurde um 1100 zum Namensgeber der Grafen von Dassel, deren bekanntester Vertreter Rainald von Dassel war.

## Geografie

### Räumliche Lage
Dassel liegt westlich von Einbeck am nordöstlichen Rand des Sollings südlich der Amtsberge und westlich des Ellenser Walds. Der Ort grenzt an den Solling-Vogler. Die bis zu 528 m hohe bewaldete Buntsandsteinkuppel des Sollings mit der Großen Blöße läuft am Stadtrand von Dassel flach aus. Typisch für das Landschaftsbild sind Weidetäler sowie Ackerlandschaften. Die Stadt wird vom Bremkebach und vom Spüligbach durchflossen, der wenige hundert Meter südöstlich von Dassel in die Ilme mündet.

### Geologie

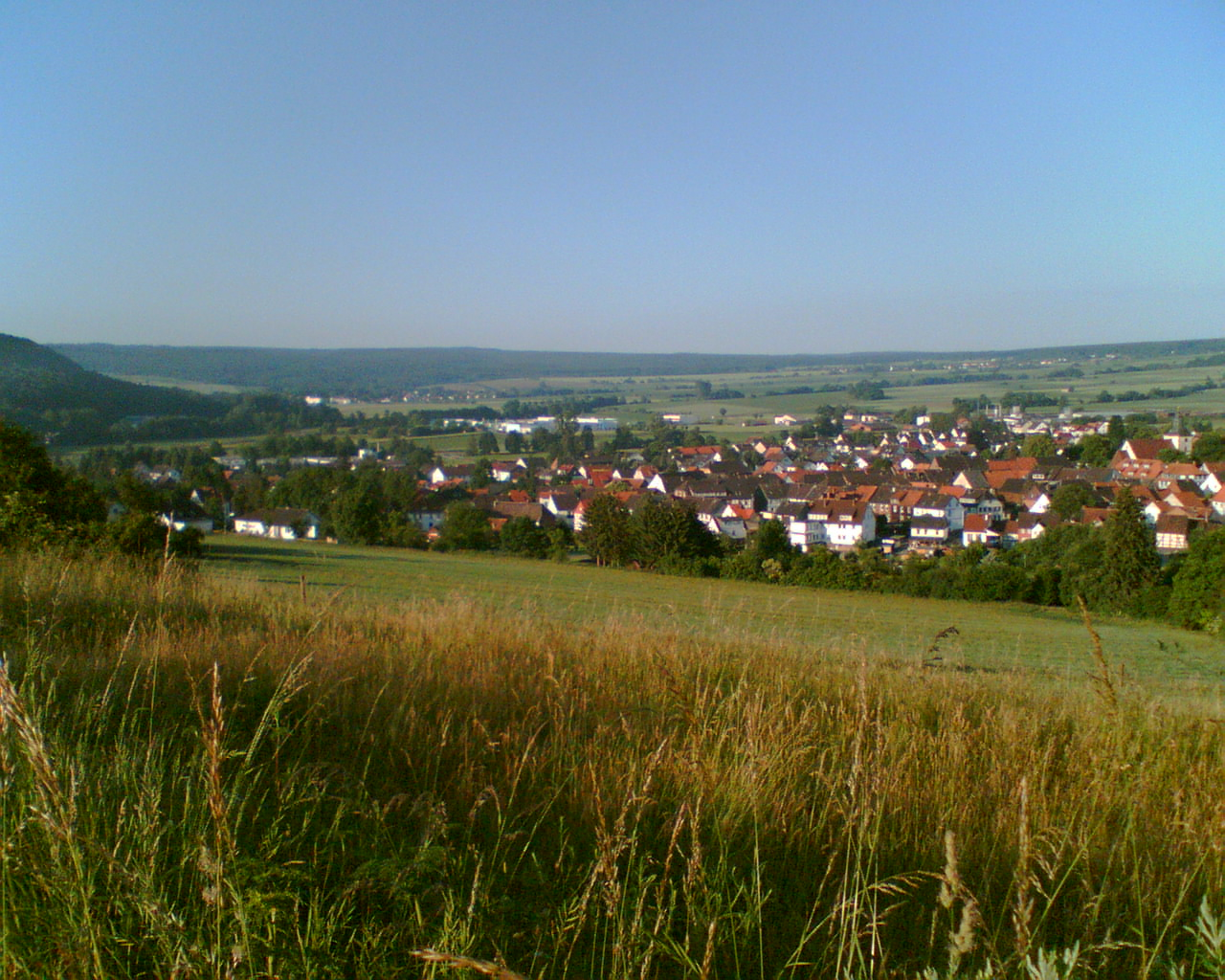
Südlicher Teil der Dasseler Börde

Die Stadt bildet den Siedlungsmittelpunkt des Dasseler Beckens. Der Lössuntergrund ist von Parabraunerde überlagert. Auf der Westseite der Stadt schließt sich das Buntsandsteingewölbe des Sollings an, nord- und südöstlich liegen aus Kalk aufgebauten Erhebungen der Amtsberge und des Ellenser Waldes. Die östlichen Ortsteile der Stadt liegen im Einbeck-Markoldendorfer Becken, wo aus Buntsandstein gebildetes Festgestein mit den Höhenzügen Elfas und Ahlsburg den nördlichen und südlichen Rahmen bildet.

### Flächennutzung
Das Gemeindegebiet wird zu fast 62 % landwirtschaftlich genutzt. Rund 26 % der Gesamtfläche sind mit Wald bedeckt. Die Verkehrsfläche hat rund fünf Prozent Flächenanteil und ist damit ähnlich groß wie die aus Gebäuden und Grünanlagen bestehende Siedlungsfläche.

### Stadtgliederung
Die Stadt Dassel ist eine Einheitsgemeinde und setzt sich aus 17 Stadtteilen zusammen. 
| Ortschaft          | Telefonvorwahl | Bemerkung        | Kirche                                                                                              | Wappen |
| ------------------ | -------------- | ---------------- | --------------------------------------------------------------------------------------------------- | ------ |
| Amelsen            | 05562          |                  | St. Servatii (18. Jahrhundert)                                                                      |        |
| Dassel (Kernstadt) | 05564          |                  | St. Laurentius (15. Jahrhundert); St. Michael (19. Jahrhundert)                                     |        |
| Deitersen          | 05562          |                  | Katharina-von-Bora-Kapelle (18. Jahrhundert, Fachwerkkirche)                                        |        |
| Eilensen           | 05562          |                  | St. Anna (Kapelle: 14. Jahrhundert)                                                                 |        |
| Ellensen           | 05562          |                  | St. Matthäus                                                                                        |        |
| Hilwartshausen     | 05564          |                  | St. Cyriakus (etwa 15. Jahrhundert)                                                                 |        |
| Hoppensen          | 05562          |                  | Gutskirche (17. Jahrhundert)                                                                        |        |
| Hunnesrück         | 05564          | mit Erichsburg   | |        |
| Krimmensen         | 05562          |                  | |        |
| Lauenberg          | 05562          | mit Seelzerthurm | St. Petrus (18. Jahrhundert)                                                                        |        |
| Lüthorst           | 05562          |                  | St. Magnus (18. Jahrhundert; Turm 10. Jahrhundert)                                                  |        |
| Mackensen          | 05564          |                  | St. Christophorus                                                                                   |        |
| Markoldendorf      | 05562          |                  | St. Marien (Kapelle: 18. Jahrhundert); St. Martin (19. Jahrhundert); Heilig Geist (20. Jahrhundert) |        |
| Portenhagen        | 05562          |                  | |        |
| Relliehausen       | 05564          |                  | St. Marien (Kapelle: 20. Jahrhundert)                                                               |        |
| Sievershausen      | 05564          | mit Abbecke      | Trinitatis (18. Jahrhundert)                                                                        |        |
| Wellersen          | 05562          |                  | Dorfkirche (17. Jahrhundert)                                                                        |        |

### Klima
Aufgrund der Lage der Stadt in der Gemäßigten Klimazone liegen die langjährigen Durchschnittstemperaturen im Minimum kaum unter 0 °C, im Maximum kaum über 20 °C. Der Deutsche Wetterdienst hat in einer Messreihe zwischen 1961 und 1990 einen mit 879 mm Jahresniederschlag leicht über dem deutschen Durchschnitt liegenden Wert ermittelt. Die Winde kommen überwiegend aus westlichen Richtungen.

## Geschichte

### Mittelalter

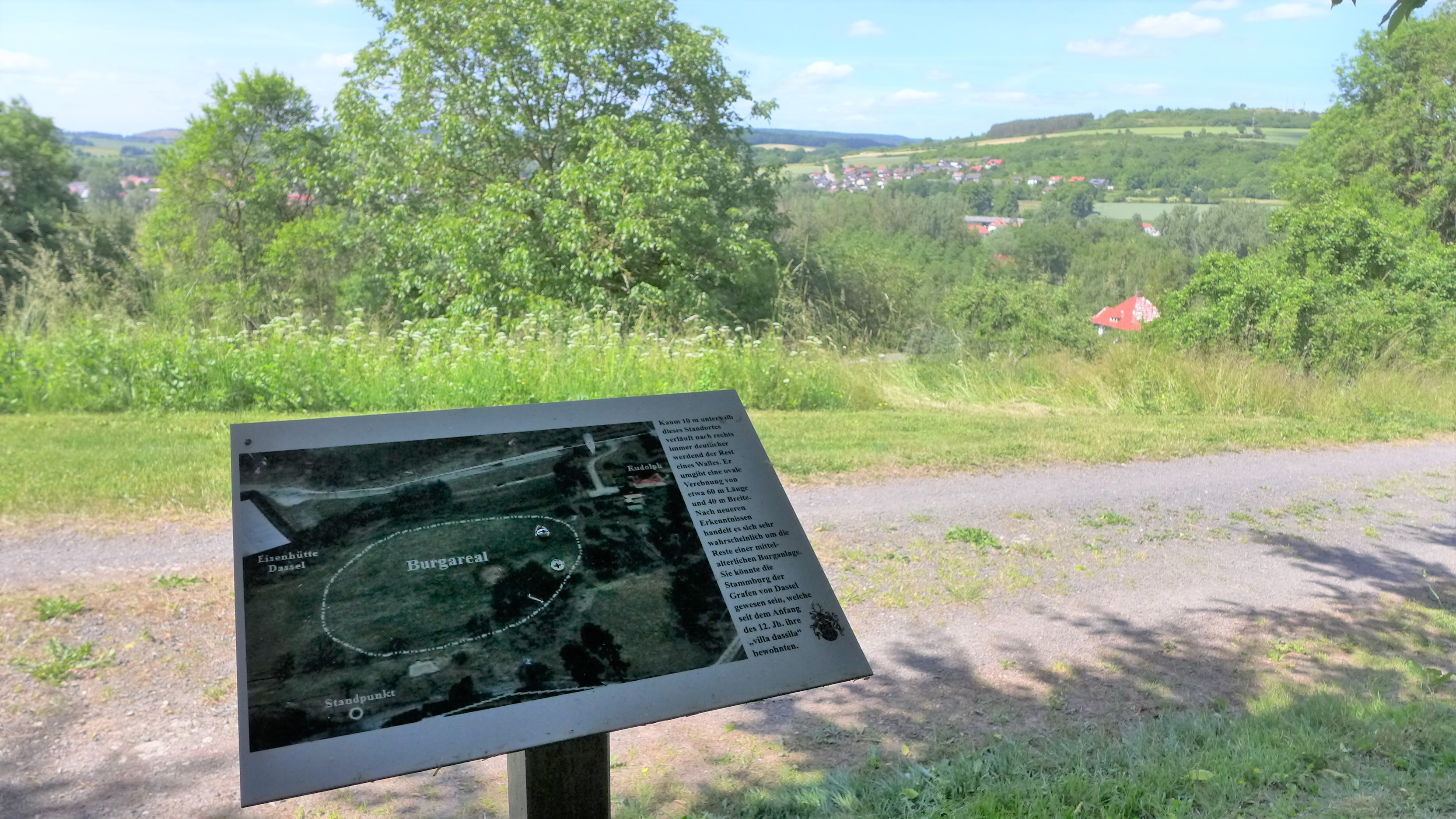
Hinweistafel an der vermuteten Stelle der Wallburg Dassel

Die ersten Erwähnungen Dassels als villa Dassila (Hof) stammen aus den Jahren 826 bis 876, als es zu dem durch Karl den Großen eroberten Sachsenland gehörte. In der Nähe dieses Ortes befand sich die Wallburg Dassel.
Die erste Bauernsiedlung gewann an Bedeutung durch die Gründung der St. Laurentius-Kirche Ende des 10. Jahrhunderts, die als romanischer Bau rechts des Spüligbaches errichtet wurde. 1022 löste Kaiser Heinrich II. diese Kirche aus dem Erzbistum Mainz heraus und ordnete sie dem Bistum Hildesheim zu.

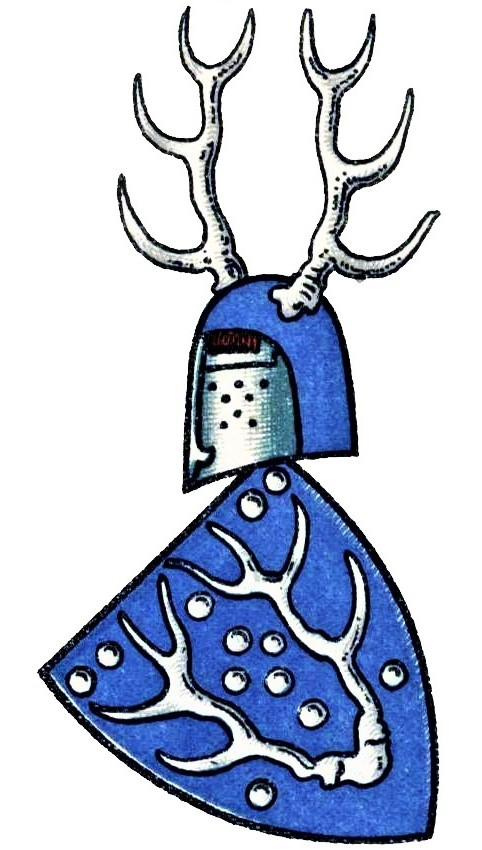
Wappen der Grafen von Dassel

Mit dem Auftreten der Grafen von Dassel ab 1113 wurde Dassel ihr Kernort und profitierte davon rund zwei Jahrhunderte lang. Während die Grafen ihr Machtzentrum südlich verschoben, entwickelte sich Dassel zu einem bäuerlich geprägten Kirch-, Gewerbe-, Handwerk- und Marktort. Der rasche Machtverfall der Grafen in den letzten Jahrzehnten des 13. Jahrhunderts führte zu dem Ergebnis, dass die größeren umliegenden Orte wie Einbeck und Uslar an die Welfen fielen, während Dassel und die näheren Dörfer an das Bistum Hildesheim verkauft wurden. Seitdem liefen wichtige Handels- und Verkehrsströme an Dassel vorbei und die Weiterentwicklung des Ortes kam zum Stillstand.
In diesen Zeitraum fällt die Errichtung der Burg Hunnesrück zwischen den Orten Dassel und Mackensen durch die Grafen von Dassel, deren bekanntester Vertreter Rainald von Dassel war.

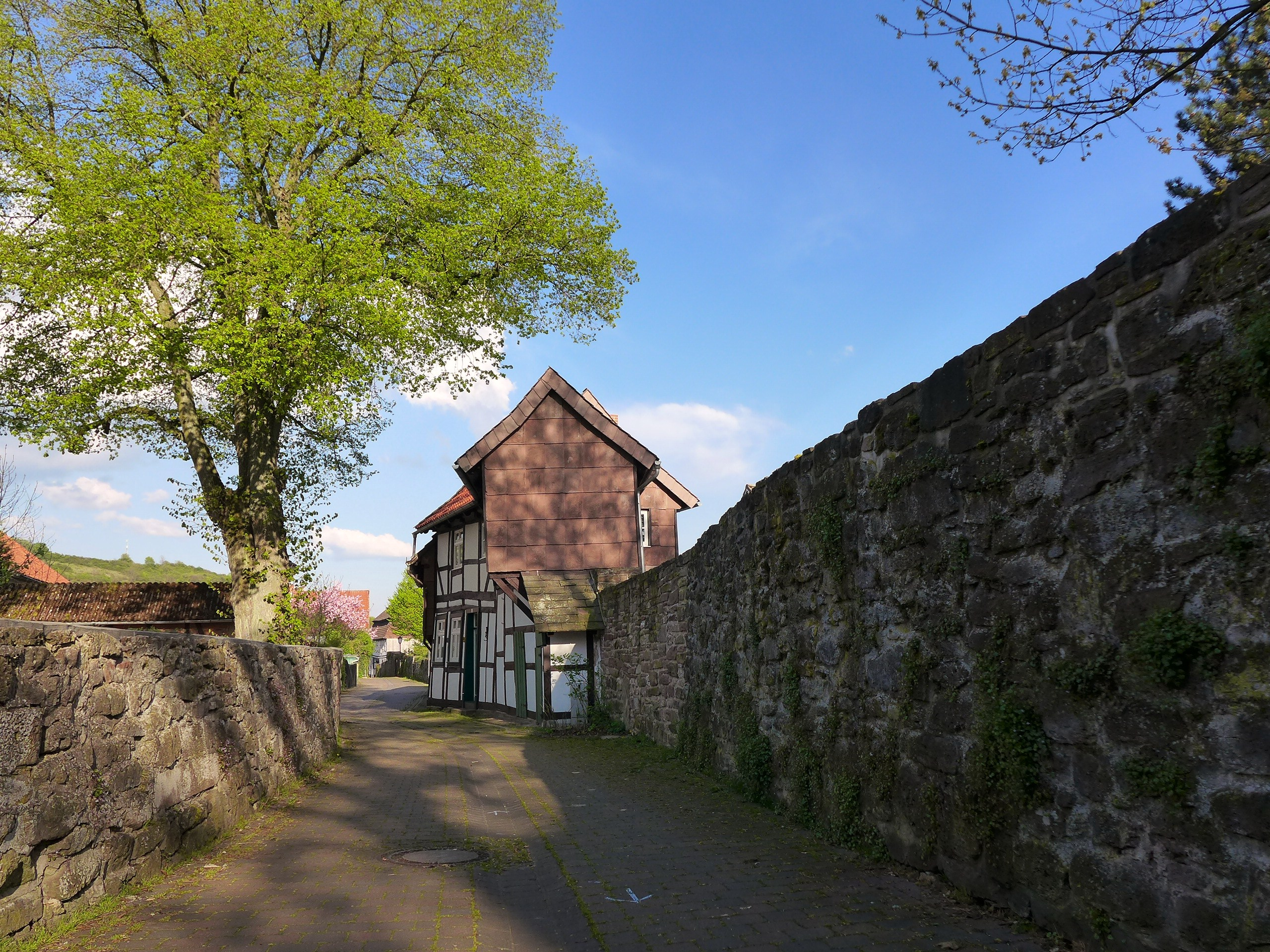
Stadtmauer

Das 1310 vom Hildesheimer Bischof erworbene Gebiet um Dassel war eine exponierte Exklave des Bistums Hildesheim und verlangte nach einer zusätzlichen militärischen Sicherung, die die alte Burg Hunnesrück allein nur sehr unvollkommen wahrnehmen konnte. Aus diesem Grunde wurde Dassel schon im Jahre 1315 das Stadtrecht nach Alfelder Recht verliehen und damit die Berechtigung zur Errichtung einer Wehranlage mit Graben, Mauern und Türmen. Bei einem Stadtbrand wurde 1392 der romanische Kirchbau zerstört. 1447 wurde die neue St. Laurentius-Kirche geweiht. Bei einem weiteren Stadtbrand 1519 trug sie Schäden davon, wurde aber repariert.
Die Bischöfe von Hildesheim setzten zur Verwaltung ihrer Exklave Vögte auf der Burg Hunnesrück ein. 1521 wurde sie während der Hildesheimer Stiftsfehde von den Herzögen Erich I. von Calenberg und Heinrich dem Jüngeren von Wolfenbüttel mit Geschützen beschossen und erobert.

### Neuzeit

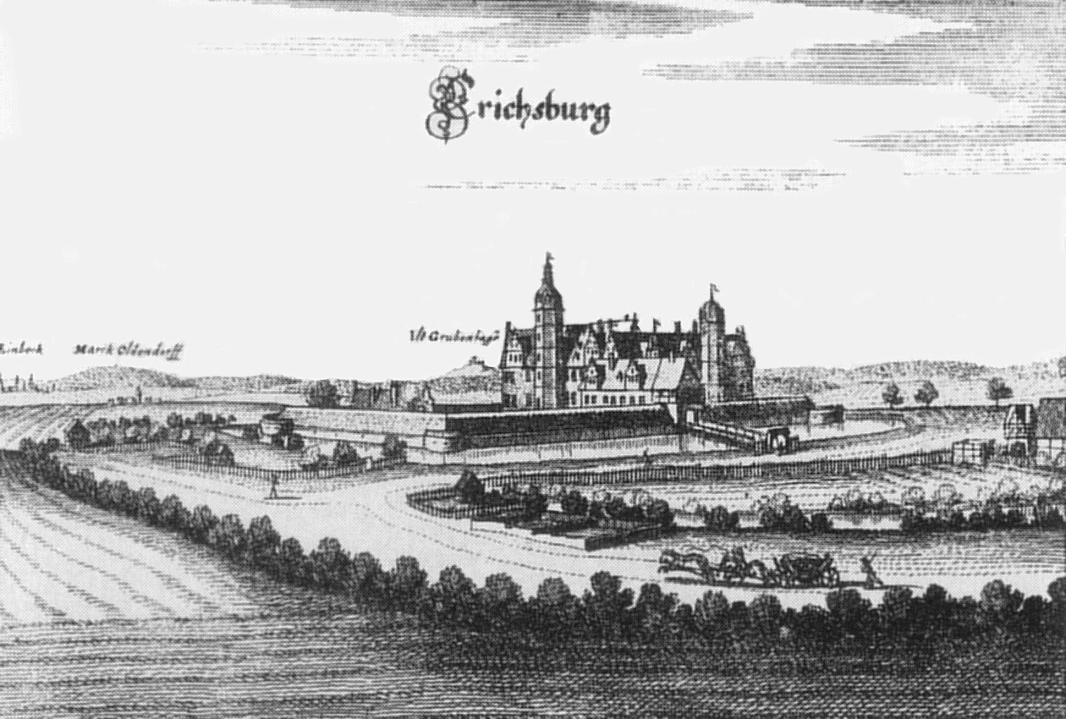
Kupferstich der Erichsburg im Ortsteil Erichsburg

Nach der Stiftsfehde und mit dem Friedensschluss von 1523 verlor das Bistum Hildesheim Dassel an die Calenberger Linie des Hauses Braunschweig-Lüneburg. Einige Kilometer nordöstlich ließ Erich I. in einer sumpfigen Niederung 1527–1530 die Erichsburg errichten. Erich I. machte sie zum Verwaltungssitz für Dassel. 1539 fasste er Dassel mit Lauenberg, Lüthorst und weiteren Dörfern zum Amt Erichsburg zusammen.
Im Dreißigjährigen Krieg wurde Dassel 1625 durch Tillys Truppen zerstört. Als Kriegsfolge erhielt das Bistum Hildesheim 1643 wieder die Grenzen, die bis 1523 gegolten hatten. Somit fiel Dassel wieder an die Bischöfe und wurde erneut Exklave.
Wie in der Zeit vor 1523 wurde Hunnesrück wieder zum Verwaltungssitz. Da von der Burg Hunnesrück jedoch nur noch Mauerreste bestanden, wurden Verwaltungsgebäude mit zugehörigen Wirtschaftsgebäuden erbaut.
Bischof von Brabeck gründete 1688 privat eine Eisenhütte. Im Siebenjährigen Krieg musste Dassel durchziehende Truppen unterbringen und unbezahlt beliefern. 1786 wurde das Herrenhaus derer von Brabeck an der Ilme errichtet.

### 19. und 20. Jahrhundert
Dassel gehörte – wie das ganze Hochstift Hildesheim – 1802 zu den Entschädigungslanden für preußische Verluste auf dem linken Rheinufer und wurde daher durch preußische Truppen in Besitz genommen. Schon 1807 wurde Dassel durch den Frieden von Tilsit für einige Jahre Teil des Königreiches Westphalen. Nach der Befreiung von französischer Herrschaft nach der Völkerschlacht bei Leipzig wurde Dassel als Teil des Fürstentums Hildesheim im Zuge der Gebietsarrondierungen, die schon aufgrund der Reichenbacher Konvention im Vertrag vom 14. Juni 1813 zwischen England und Preußen vereinbart wurden, auf dem Wiener Kongress im Mai 1815 an das Königreich Hannover abgetreten.
In den Jahren 1811, 1848 und 1850 wurden jeweils große Teile der Stadt in Stadtbränden zerstört. Obwohl die Menschen versuchten, ihre Armut durch Verarbeitung und Verkauf von Leinen zu überwinden, waren etliche zur Auswanderung gezwungen. Auch durch Entwässerung der als sumpfig und sauer beschriebenen Wiesen nahe der Ilme versuchten sie ihre Lebensverhältnisse zu verbessern. Verwaltungssitz war in dieser Zeit das vereinigte Amt Erichsburg-Hunnesrück, das 1859 in das Amt Einbeck eingegliedert wurde.
Das Königreich Hannover wurde 1866 durch Preußen annektiert. Zu Beginn des 20. Jahrhunderts zählte Dassel 1462 Einwohner. Um 1920 lag die Einwohnerzahl bei 1601. Die beiden Weltkriege im 20. Jahrhundert hatten in Dassel keine Gebäudeschäden zur Folge. Es waren jedoch zahlreiche Gefallene und Vermisste zu beklagen, zu deren Gedenken Kriegerdenkmäler errichtet wurden. 1930 wurde der Stadt die Selbstverwaltung übertragen. 
Im April 1945 wurde das südliche Niedersachsen zum Kriegsschauplatz, nachdem US-amerikanische Einheiten die Weser überquert hatten. In Dassel stationierte Waffen-SS ließ die Bevölkerung an den Ausfallstraßen Panzersperren und Deckungslöcher anlegen. Als die Amerikaner aber von Sievershausen aus über die Erholungsheimstraße anrückten, waren die Stellungen nicht mehr besetzt. An der Kirche wehte die weiße Fahne. Dassel wurde am 10. April 1945 widerstandslos besetzt. Die zum Burgberg geflüchteten Einwohner kehrten alsbald in die Stadt zurück und entfernten auf Befehl der Amerikaner die errichteten Sperren.
Durch den Zustrom vieler Heimatvertriebener aus Schlesien sowie Evakuierter aus Köln-Mülheim und Köln-Riehl nach 1945 mussten zahlreiche Menschen jahrelang in Baracken leben. Daher setzte in Dassel eine rege Neubautätigkeit mit großem Flächenverbrauch ein. Dieser hat sich im 21. Jahrhundert mit sinkender Einwohnerzahl von den Wohngebieten auf das Gewerbegebiet verlagert. Mit der Gebietsreform entstand 1974 die heutige Ausdehnung der Stadt. Bis Ende 2010 war Dassel staatlich anerkannter Erholungsort.
Zugehörigkeit von Dassel:

### Name
Dassel wurde im Mittelalter Dassila oder Dassele geschrieben. Etymologen erkennen hierin Hinweise auf die feuchte Lage des Ortes an einem Fluss.
Da die Grafen von Dassel 1325 in männlicher Linie ausstarben, ist der heutige Familienname Dassel auf die Herren von Dassel zurückzuführen.
Durch die Auswanderungswellen im 19. Jahrhundert kam der Name Dassel auch auf den amerikanischen Kontinent. So ist beispielsweise Bernhard Dassel der Namensgeber der Stadt Dassel in Minnesota.

### Geplante Umbenennung zur „Grafschaft Dassel“
2010 entstand die Idee, die Stadt Dassel in „Grafschaft Dassel“ umzubenennen. Beweggrund war der Wunsch, Stadt und Umgebung dadurch touristisch aufzuwerten. Historisch wurde argumentiert, dass die Grenzen der Stadt Dassel mit den Grenzen der alten Grafschaft Dassel weitgehend übereinstimmten. Selbst das Wappen von Dassel ist identisch mit dem Wappen der früheren Grafschaft. 2011 lehnte das Niedersächsische Innenministerium den Antrag mit der Begründung ab, dass die besondere historische Bedeutung der Grafschaft für die Stadt Dassel fehle und die Grafschaft auch nicht prägend für die Stadt Dassel gewesen sei.

### Eingemeindungen
Am 1. März 1974 wurden die Gemeinden Amelsen, Deitersen, Eilensen, Ellensen, Hilwartshausen, Hoppensen, Hunnesrück, Krimmensen, Lauenberg, Lüthorst, Mackensen (mit einem Teil des am 1. Februar 1972 aufgelösten gemeindefreien Gebietes Solling (Landkreis Einbeck)), Markoldendorf (Flecken), Portenhagen, Sievershausen (mit dem übrigen Teil des am 1. Februar 1972 aufgelösten gemeindefreien Gebietes Solling (Landkreis Einbeck)) und Wellersen eingegliedert. Bereits 1928 wurde Relliehausen eingemeindet.

## Politik

### Rat
Der Rat der Stadt Dassel besteht aus 24 Ratsfrauen und Ratsherren. Dies ist die festgelegte Anzahl für eine Gemeinde mit einer Einwohnerzahl zwischen 9.001 und 10.000 Einwohnern. Die Ratsmitglieder werden durch eine Kommunalwahl für jeweils fünf Jahre gewählt. Neben den 24 in der Gemeinderatswahl gewählten Mitgliedern ist außerdem der Bürgermeister im Rat stimmberechtigt.
Die Sitzverteilung der Kommunalwahlen in Niedersachsen 2011, 2016 und 2021:
| Partei / Liste                        | Wahl 2011 | Wahl 2016 | Wahl 2021 |
| ------------------------------------- | --------- | --------- | --------- |
| SPD                                   | 10        | 10        | 8         |
| CDU                                   | 10        | 8         | 7         |
| GRÜNE                                 | 2         | –         | 1         |
| FDP                                   | –         | –         | 1         |
| LINKE                                 | 1         | –         | –         |
| AfD                                   | –         | 1         | 1         |
| UBW                                   | 2         | 3         | 3         |
| Freie Wählerschaft Zukunft Dassel     | –         | –         | 2         |
| Wählergemeinschaft Bürgerforum Dassel | –         | –         | 1         |
| BürgerForum                           | 1         | –         | –         |
| BürgerForum/Grüne                     | –         | 2         | –         |
| Gesamt                                | 26        | 24        | 24        |

### Bürgermeister
Am 12. September 2021 waren Bürgermeisterwahlen. Sven Wolter (parteilos) wurde mit 50,75 % der gültigen Stimmen gewählt.

### Ortsrat
Neben dem Rat, der für das gesamte Stadtgebiet zuständig ist, besitzt Dassel als gleichnamiger Ortsteil auch einen Ortsrat. Dieser setzt sich aus elf Ratsfrauen und Ratsherren zusammen. Die Kommunalwahl 2021 ergab folgende Sitzverteilung:
| Ortsrat 2021Insgesamt 11 Sitze - SPD: 5 - WBD: 2 - CDU: 4 |

Aktuelle Ortsbürgermeisterin ist Heike Hoffmann.

### Wappen
Das Wappen der Stadt Dassel zeigt ein silbernes Geweih eines Achtender-Hirsches und zwölf Kugeln auf blauem Grund. Die Stadt nahm es 1646 an. Zugleich führte die Stadt dieses Motiv für ihr Siegel ein, nachdem sie seit Verleihung der Stadtrechte ein Laurentiussiegel verwendet hatte.
Das Motiv geht zurück auf das Wappen der Grafen von Dassel. Im 12. und 13. Jahrhundert kennzeichneten diese damit Gegenstände wie Schilde und Truhen, im frühen 13. Jahrhundert auch ihre Münzen. Im Kloster Corvey wurde beispielsweise ein Brakteat des Grafen Adolf von Dassel mit dem Hirschgeweihwappen gefunden.

### Städtepartnerschaften
Die Stadt Dassel unterhält eine Partnerschaft mit der sachsen-anhaltischen Stadt Möckern. Die seit dem 1. Juli 1990 bestehende Städtepartnerschaft mit der dänischen Egedal Kommune wurde zum Oktober 2011 von dänischer Seite gekündigt. Begründet wurde dies mit den Mehrkosten, die sich durch die Kommunalreform 2007 ergaben sowie dem mangelnden Interesse der Bürger.

## Wirtschaft und Infrastruktur

### Architektur

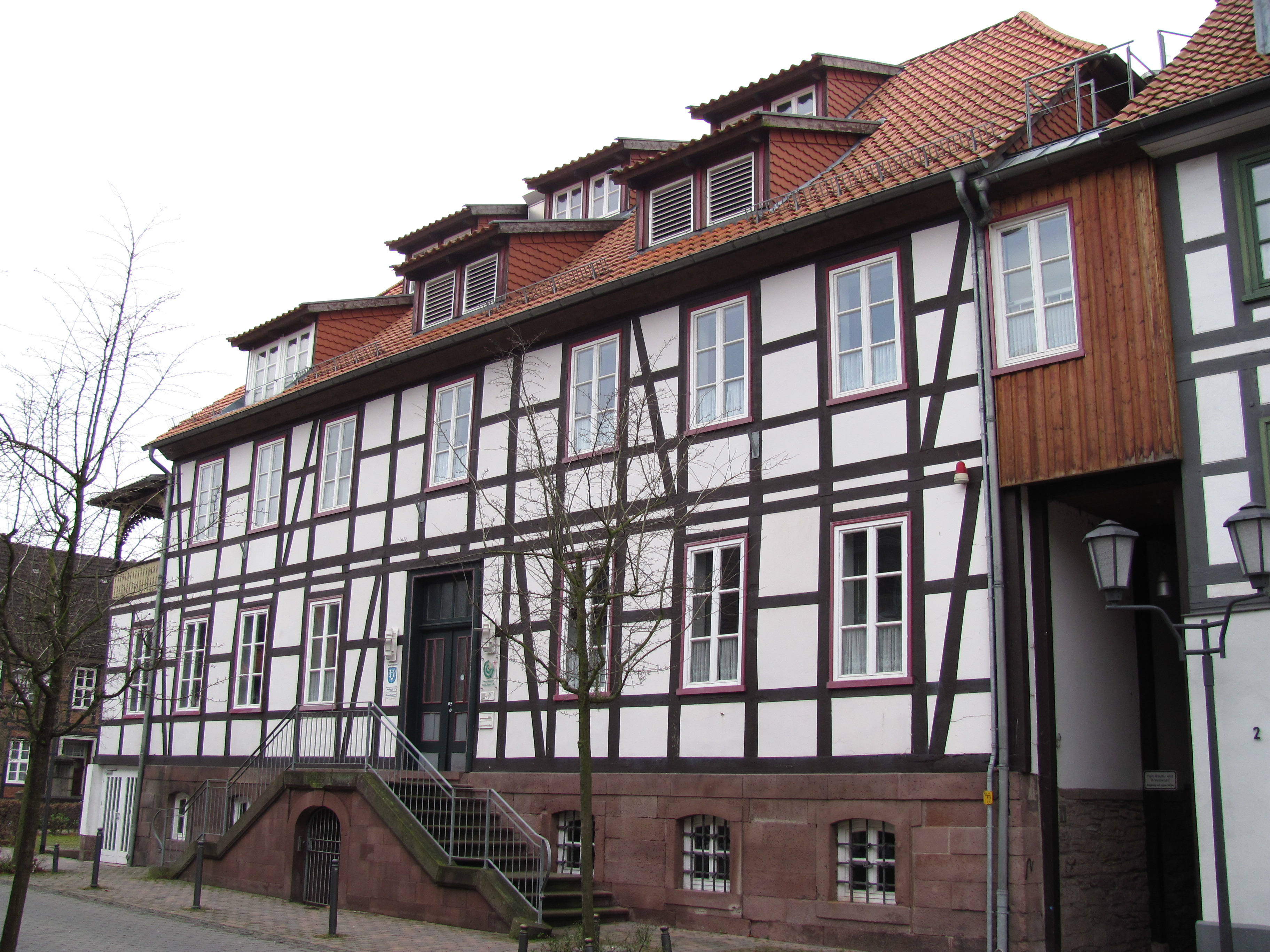
Altes Rathaus

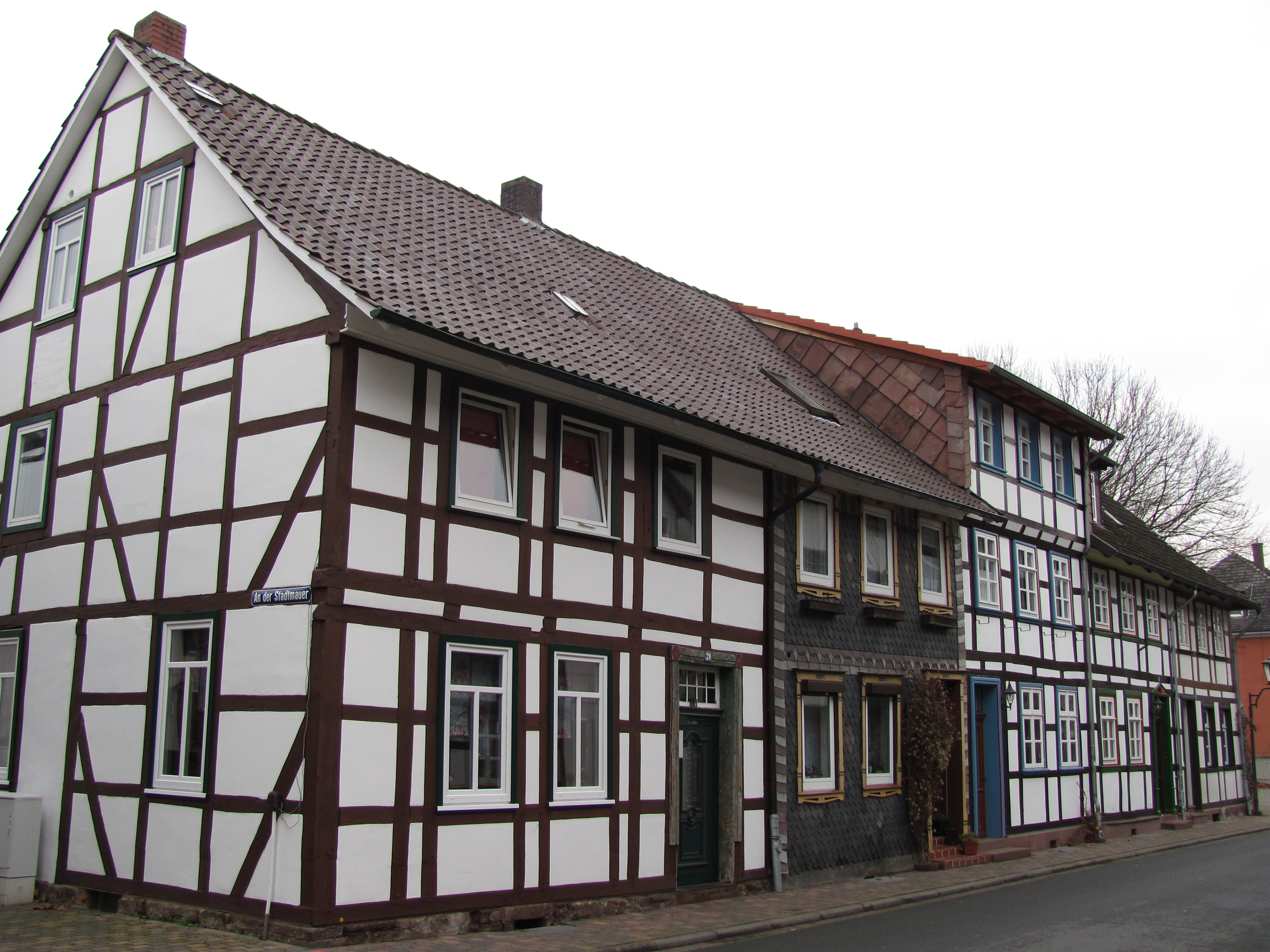
Neue Straße

Dassels Häuserbau war bis zum 19. Jahrhundert nahezu ausschließlich Fachwerkbau. Nur die Kirchen und die Stadtmühle am Marktplatz waren Steinbauten. Alle Dächer waren mit Wesersandsteinplatten gedeckt, die mit wenigen Ausnahmen im Zuge des Wirtschaftswunders durch Dachziegel ersetzt wurden.
Das Merten-Spieß-Haus aus dem 16. Jahrhundert in Relliehausen verband den Fachwerkbau mit dem Sandsteinbau des Sollings. Es musste im 20. Jahrhundert schadensbedingt abgerissen werden und wurde als Neubau in Relliehausen wieder aufgebaut, diesmal ohne Fachwerk, aber unter Erhalt der Sandsteinfassadenelemente.
Heute dominiert der Bestand an Fachwerkbauten nach wie vor den Ortskern aller Stadtteile Dassels. In den 1970er Jahren wurde in der Dasseler Innenstadt ein Rathaus im Stil des Funktionalismus erbaut. Im Zusammenhang damit wurde das vor den Stadtmauern gelegene historische Badehaus abgerissen und durch eine Rasenfläche ersetzt. Das Quartier westlich der Altstadt weist Bauten der Nachkriegsmoderne auf, während die Bebauung am Bierberg im Wesentlichen aus Einfamilienhäusern des späten 20. Jahrhunderts besteht. 2018 wurde in der Innenstadt ein neues Rathaus im Stil des Minimalismus als barrierefreier Bau errichtet.

### Bildung
- Schulen: Die Stadt hat zwei Grundschulen und die Rainald-von-Dassel-Schule als Oberschule. Durch das Gymnasium Paul-Gerhardt-Schule hat Dassel die Funktion eines schulischen Mittelzentrums für die Region.
- Das Evangelische Internat Dassel befindet sich auf dem Gelände der Paul-Gerhardt-Schule und kooperiert mit dem Gymnasium und der örtlichen Rainald-von-Dassel-Schule.
- Berufliche Bildungsmöglichkeiten speziell für Menschen mit Behinderung stellen die Harz-Weser-Werke am örtlichen Standort bereit.
- Volkshochschule: Außenstelle der Kreisvolkshochschule Northeim
- Bibliothek: Stadtbücherei
- Träger der Jugendarbeit sind fünf Kindergärten, drei Kindertagesstätten, der Stadtjugendpflegering, der Kinderchor sowie die Jugendfeuerwehr.

### Feuerwehr
Die Freiwillige Feuerwehr Dassel sorgt mit etwa 500 Einsatzkräften der zwei Stützpunktfeuerwehren und 14 örtlichen Feuerwehren für den abwehrenden Brandschutz und die allgemeine Hilfe. Der Großteil der jährlich bis zu 150 Einsätzen werden von den beiden Stützpunktfeuerwehren Dassel und Markoldendorf absolviert.

### Verkehr

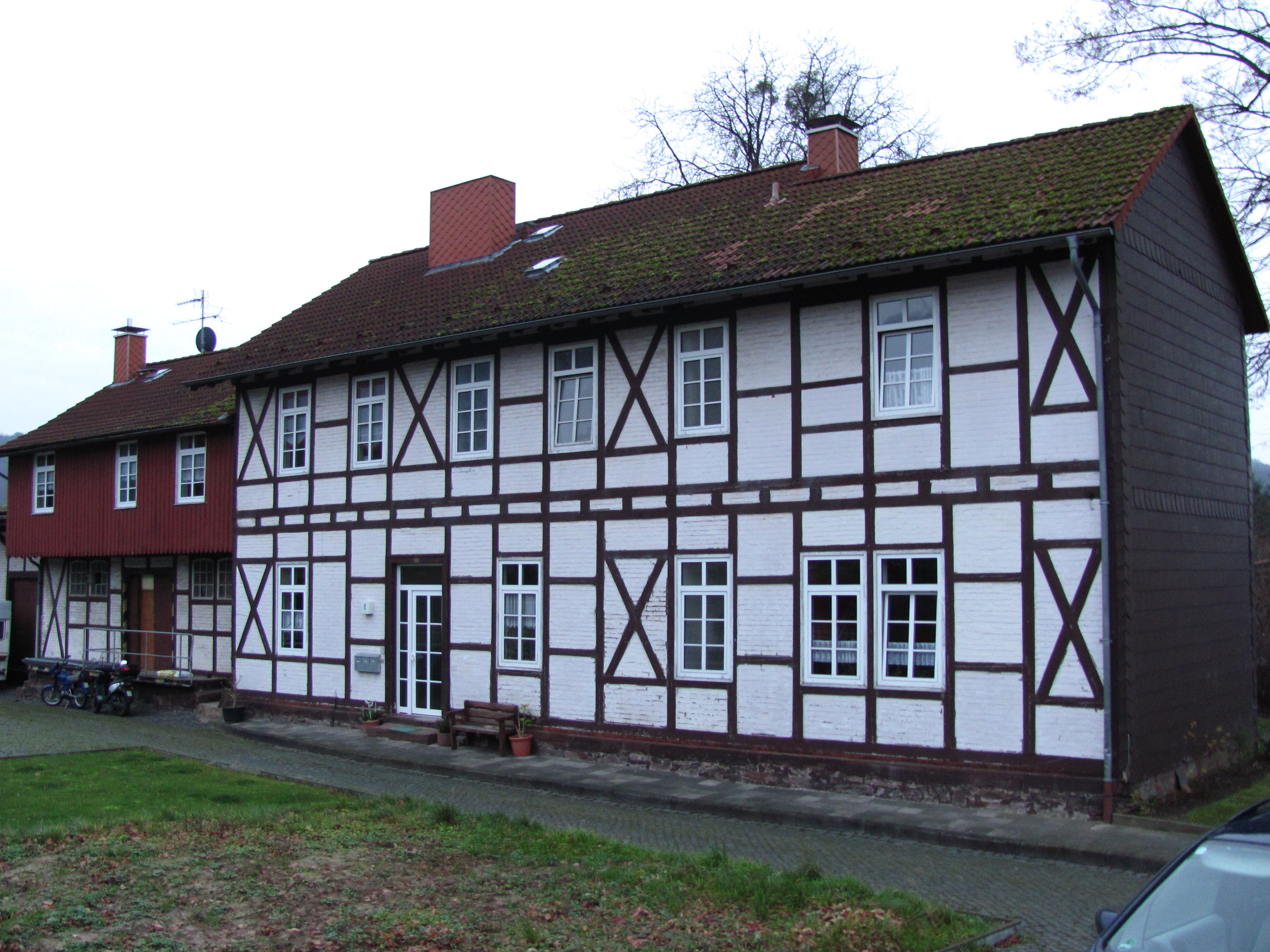
Ehemaliger Bahnhof Dassel

Zwischen 1883 und 2003 verband die Ilmebahn, eine 13,1 km lange, eingleisige Eisenbahnstrecke, Dassel und Einbeck. Sie wurde am 31. Mai 1975 für den Personenverkehr und am 20. Dezember 2002 auch für den Güterverkehr stillgelegt. Das Bahnhofsgebäude am Beginn der Bahnhofstraße unweit östlich der Altstadt wurde in ein Wohnhaus umgebaut, lässt jedoch noch heute unschwer seinen ursprünglichen Zweck erkennen.
Heute wird das Dasseler Stadtgebiet von mehreren regionalen Buslinien der Ilmebahn GmbH an das Mittelzentrum Einbeck und an Stadtoldendorf angebunden. Die Landesstraße L 580 führt von Dassel nach Stadtoldendorf, die L 549 nach Höxter, die L 548 nach Uslar und die L 580 zur Bundesstraße 3 und nach Einbeck.

### Wirtschaft
Bis ins 20. Jahrhundert dominierte die Landwirtschaft mit Ackerbau und Viehzucht mehr als ein Jahrtausend lang (wenngleich methodisch verändert) Dassels Wirtschaft. Im 13. Jahrhundert kamen Handwerksberufe wie Köhler, Schmied und Zimmermann einschließlich Forstwirtschaft dazu, die seitdem erheblichen Anteil am Dasseler Wirtschaftsleben hatten. Die Metallverarbeitung spielt in Dassel seit dem 12. Jahrhundert eine wichtige Rolle. Die Papierherstellung entstand im 16. Jahrhundert als „Relliehäusische Papiermühle“ und ist als Hahnemühle bedeutend geblieben. Die Textilverarbeitung kann man in Dassel seit dem 18. Jahrhundert finden.
Alle historischen Wirtschaftssektoren existieren auch heute noch in Dassel. Dominierend wurde im 20. und 21. Jahrhundert die Metallverarbeitung. Mit der Schließung der ehemaligen Eisenhütte nach ihrer Übernahme durch Kongsberg gingen allerdings viele Arbeitsplätze verloren. Neue entstanden unter anderem in den Branchen Verpackung und Logistik, sowie ein Pearl.tv-Standort. Neben den Industriebranchen nimmt der Dienstleistungssektor etwas mehr Raum ein.

## Kultur und Freizeit

### Sport

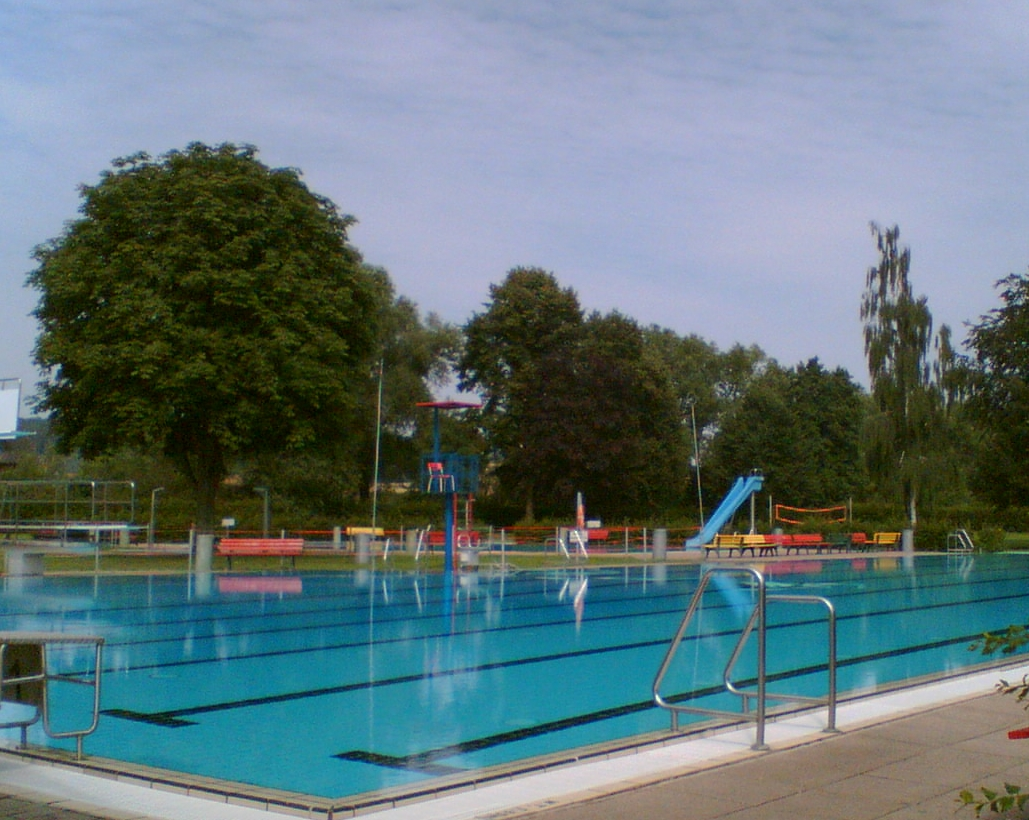
Sollingbad in Dassel

Das Sollingbad verfügt über ein 50-Meter-Becken mit sechs Bahnen und einem Drei-Meter-Sprungturm, ein Nichtschwimmerbecken und ein Planschbecken sowie über große, teils schattige Rasenflächen.
Für den Pferdesport gibt es in mehreren Stadtteilen Reitanlagen.
In Dassel war bis 2019 am Haus Solling ein Discgolf-Parcours angelegt, auf dem bereits eine deutsche Meisterschaft gespielt wurde.

### Musik
- Gospelchor
- Jagdhorn
- Kirchenchor
- Spielmannszug

### Mundart
Der in Dassel einst verbreitete Plattdeutsche Dialekt unterliegt einem markanten Verdrängungsprozess, da er auf mündliche Überlieferung angewiesen ist.

### Regelmäßige Veranstaltungen
Zu den bekannten regelmäßigen Veranstaltungen gehört der jährlich im Frühjahr vom Dasseler Sportclub organisierte Internationale Sollinglauf.

## Kultur und Sehenswürdigkeiten

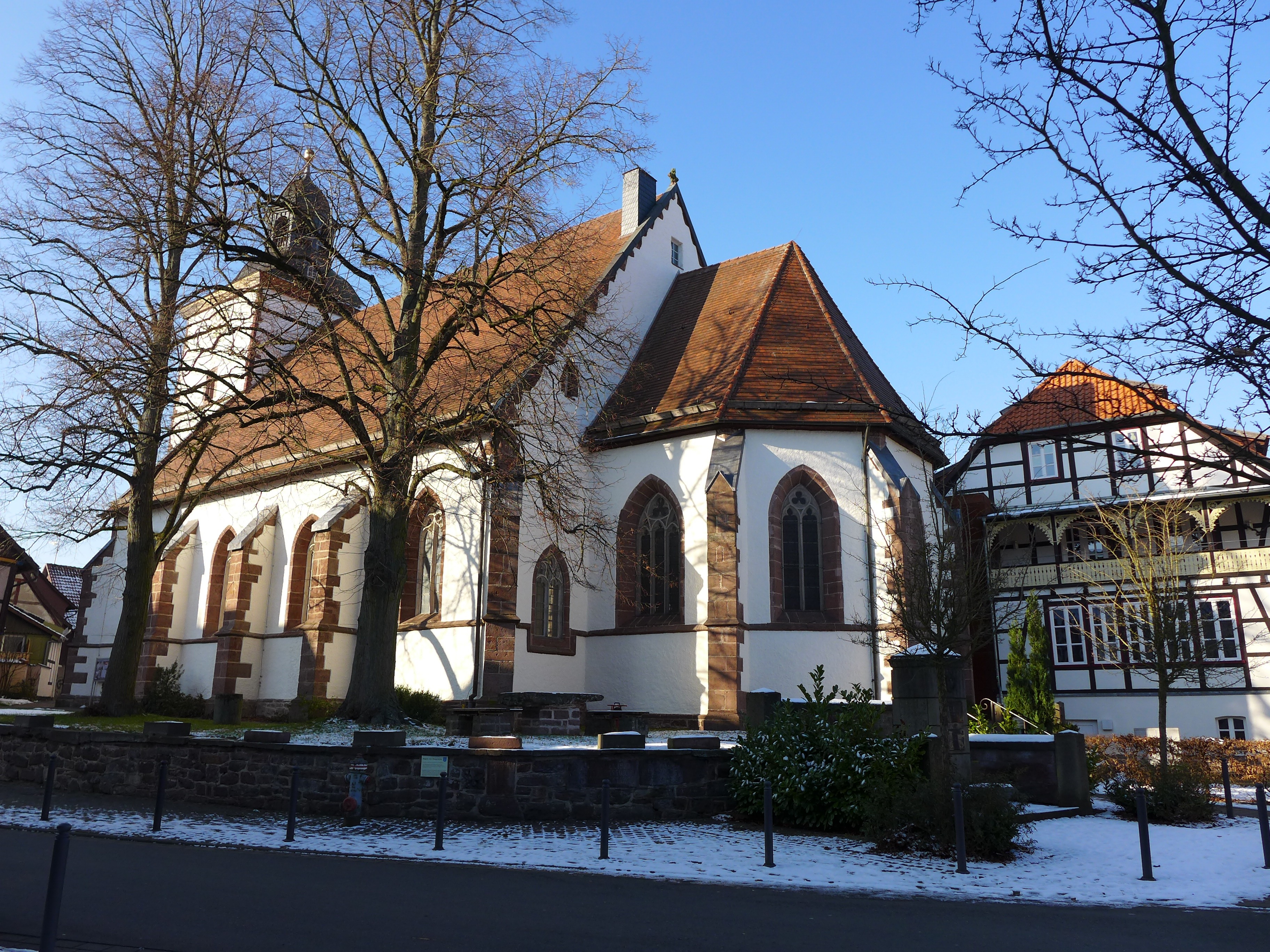
Laurentiuskirche

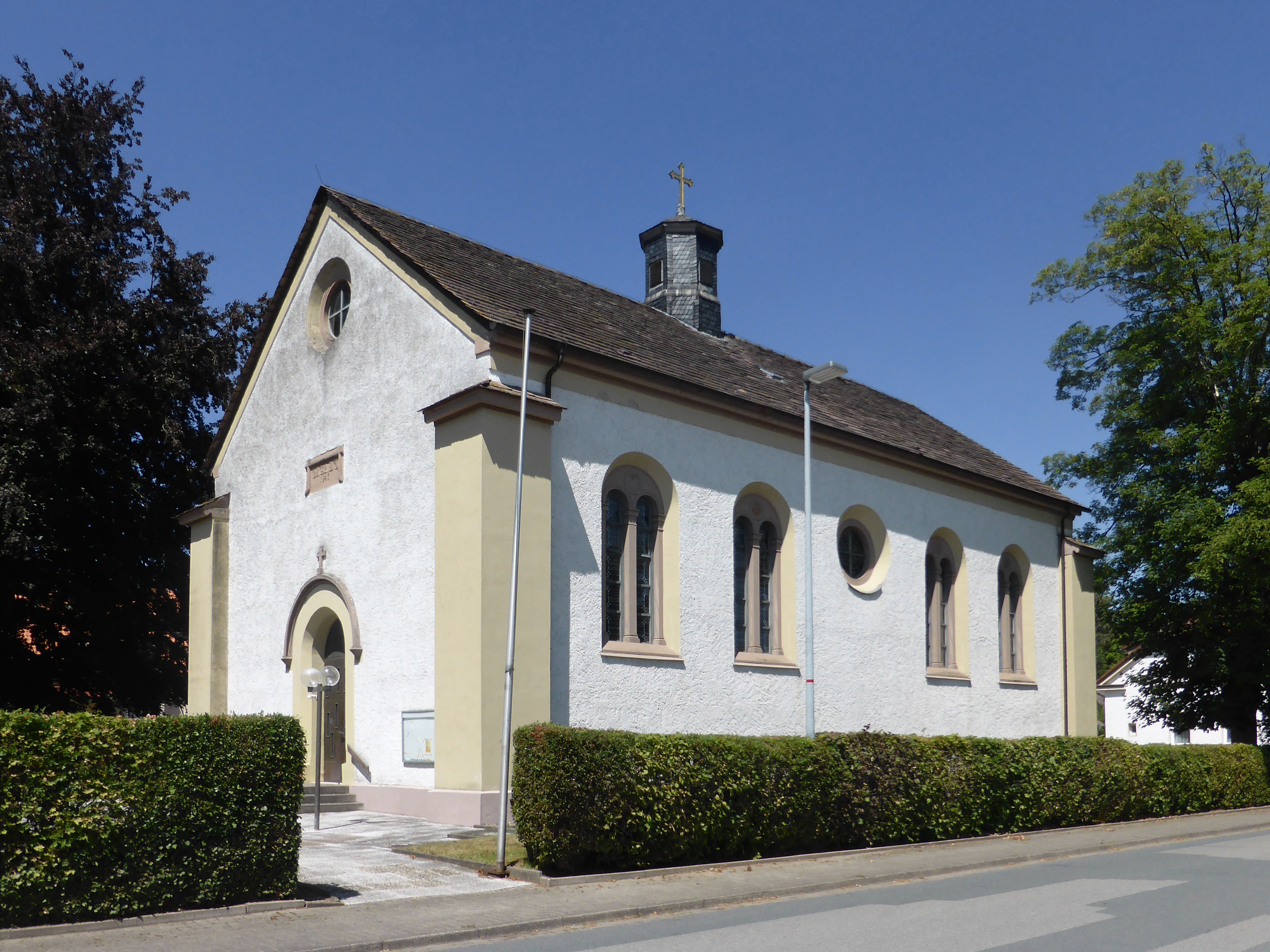
St.-Michael-Kirche

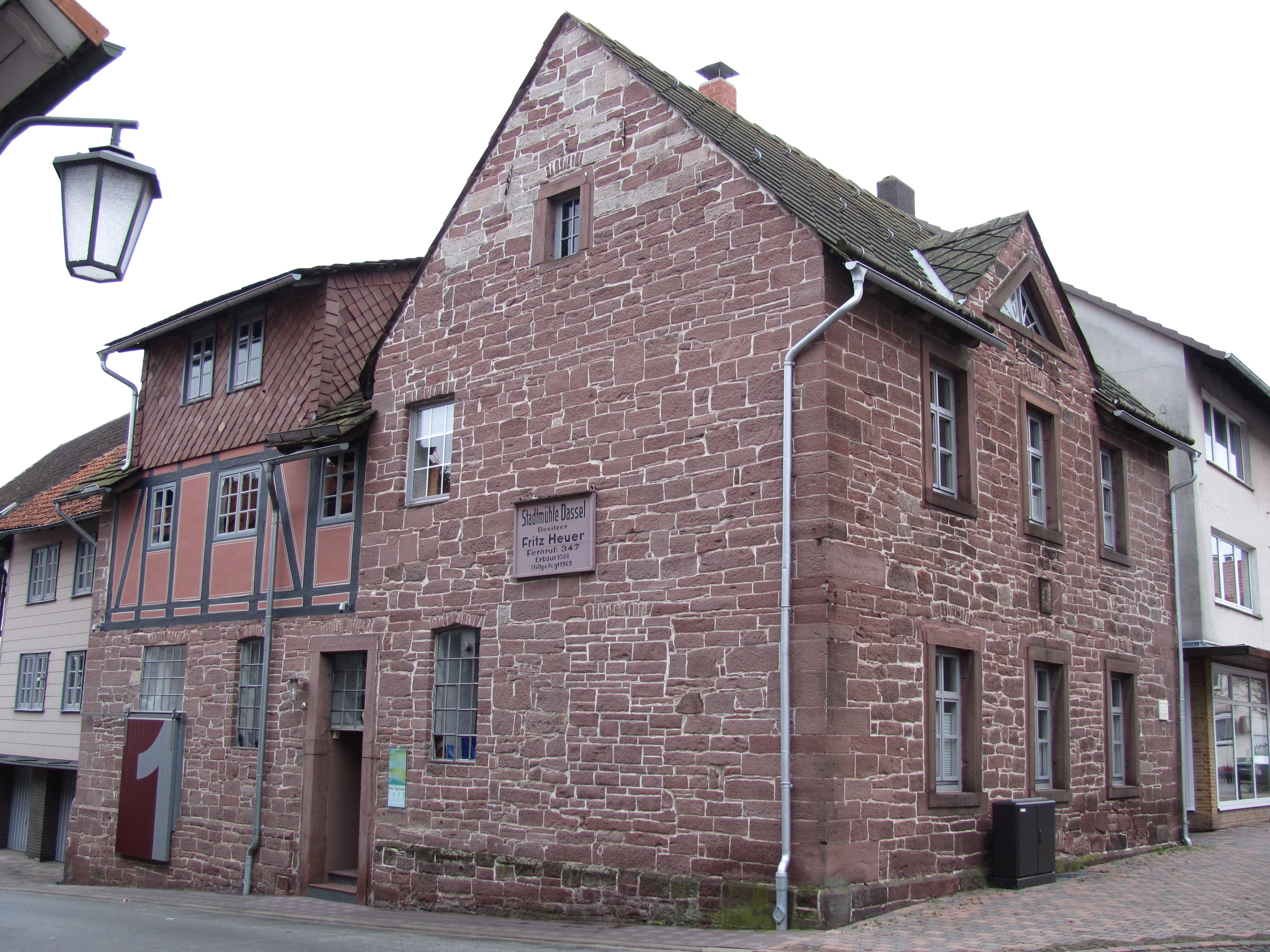
Stadtmühle am Marktplatz

### Bauwerke
- St.-Laurentius-Kirche: Der Bau dieser spätgotischen Hallenkirche wurde im Jahr 1447 fertiggestellt. Im 18. Jahrhundert brannte das Satteldach des Turmes ab und wurde durch eine Welsche Haube ersetzt. Die Wände im Hauptschiff und südlichen Seitenschiff sind mit einzigartigen protestantischen Renaissancemalereien ausgestaltet.[27]
- Die katholische St.-Michael-Kirche an der Sievershäuser Straße wurde 1847 im Stil des Klassizismus erbaut. Ein mittig sitzender Dachreiter bekrönt das Sandsteindach. Im Innern sind u. a. der barocke Altar und das Taufbecken von 1700 beachtenswert[28].
- Das alte Rathaus am Marktplatz wurde 1817 im Fachwerkstil mit einer Freitreppe erbaut. Das Gebäude wird Ratskeller genannt und beherbergt heute die Stadtbücherei sowie den Saal des Stadtrates.
- Gegenüber dem alten Rathaus befindet sich die 1588 gegründete Stadtmühle, die ursprünglich – abgesehen von der St.-Laurentiuskirche – das einzige Steingebäude der Stadt war. Sie war bis 1969 in Betrieb.
- In Dassel sind zahlreiche Fachwerkhäuser erhalten, z. B. in der Oberen Straße und der Neuen Straße. Einige wurden unmittelbar an die Stadtmauer gebaut, um Baumaterial zu sparen. Ähnlich wie im benachbarten Einbeck wurden sie zur Straße hin traufständig errichtet, allerdings in den meisten Fällen ohne viel Zierrat in einem relativ schlichten Stil.
- Der fast kreisrunde mittelalterliche Stadtkern von Dassel, der von den Straßen An der Stadtmauer und Ringmauer begrenzt wird, ist noch an vielen Stellen von der im 14. Jahrhundert errichteten Stadtmauer umgeben, allerdings sind keine Stadttore erhalten. In den Grundmauern sind noch der Gretchenturm und der Balderturm an der Stadtmauer 4 erhalten. In Höhe des in den 1970er Jahren außerhalb des Mauerringes der Altstadt erbauten neuen Rathauses ist er von einem typisch gotischen Spitzbogen unterbrochen, der vom Ritterhof von Rauschenplat abgebaut wurde.
- An der Stadtmauer stehen zwei Fachwerkhäuser in der Mauer, die beide unter Denkmalschutz stehen. Das Haus Nr. 4 steht auf den Fundamenten des alten Balderturms, einem der sieben Türme der Stadtmauer von 1350. Im Haus befindet sich noch eine Wand aus Bruchsteinen mit zwei Schießscharten. Nach Freilegung der Mauer fanden sich Rauchspuren, die auf das Abbrennen des Balderturms während der Hildesheimer Stiftsfehde 1519[6] zurückgeführt werden. Das Haus wird heute als Ferienhaus genutzt.
- Im Altstadtbereich befinden sich drei Rittergüter, die teilweise bereits im Mittelalter angelegt wurden und zeitweise zum Erbgut der Geschlechter Garmissen, Hake und Rauschenplat gehörten.[29] Sie bestehen am authentischen Ort mit nach den Stadtbränden angelegten Herrenhäusern.
- An der Sievershäuser Straße ist unweit südwestlich der Altstadt der ehemalige jüdische Friedhof Dassel sehenswert. Etwa 20 aufrecht stehende Grabsteine, teilweise mit hebräischer und zum Teil mit deutscher Inschrift, sind erhalten.
- Historische Wassermühle, Ortsteil Hunnesrück: Sie diente dem Wirtschaftsbetrieb des bischöflichen Amtes Hunnesrück nach 1643 als Mühle.
- Burg Hunnesrück: Anlagereste in den Amtsbergen
- Erichsburg

### Denkmale
- Naturdenkmal Abbecker Eichen: Diese Eichen wurden anlässlich der Gründung der Siedlung Abbecke Ende des 18. Jahrhunderts gepflanzt.
- Naturdenkmal Völkerschlachteiche: Diese Eiche befand  sich im Zentrum Dassels dort, wo die aus Mackensen kommende L 580 in die aus Relliehausen kommende L 548 übergeht. Sie wurde 1913 zum Gedenken an die Befreiung von französischer Herrschaft und den Beginn einer Friedensperiode gepflanzt. Wegen eines Pilzbefalls musste die Krone radikal beschnitten werden.
- An der Stadtmauer steht ein Kreuzstein, bei dem es sich um eine außergewöhnliche Kunstarbeit aus dem Jahr 1325 handelt.[30]

### Museen
- Die Blankschmiede Neimke ist eine historische Sensenschmiede, seit 1993 Museum.
- Das Museum Grafschaft Dassel wurde 2007 eröffnet.

### Landschaft

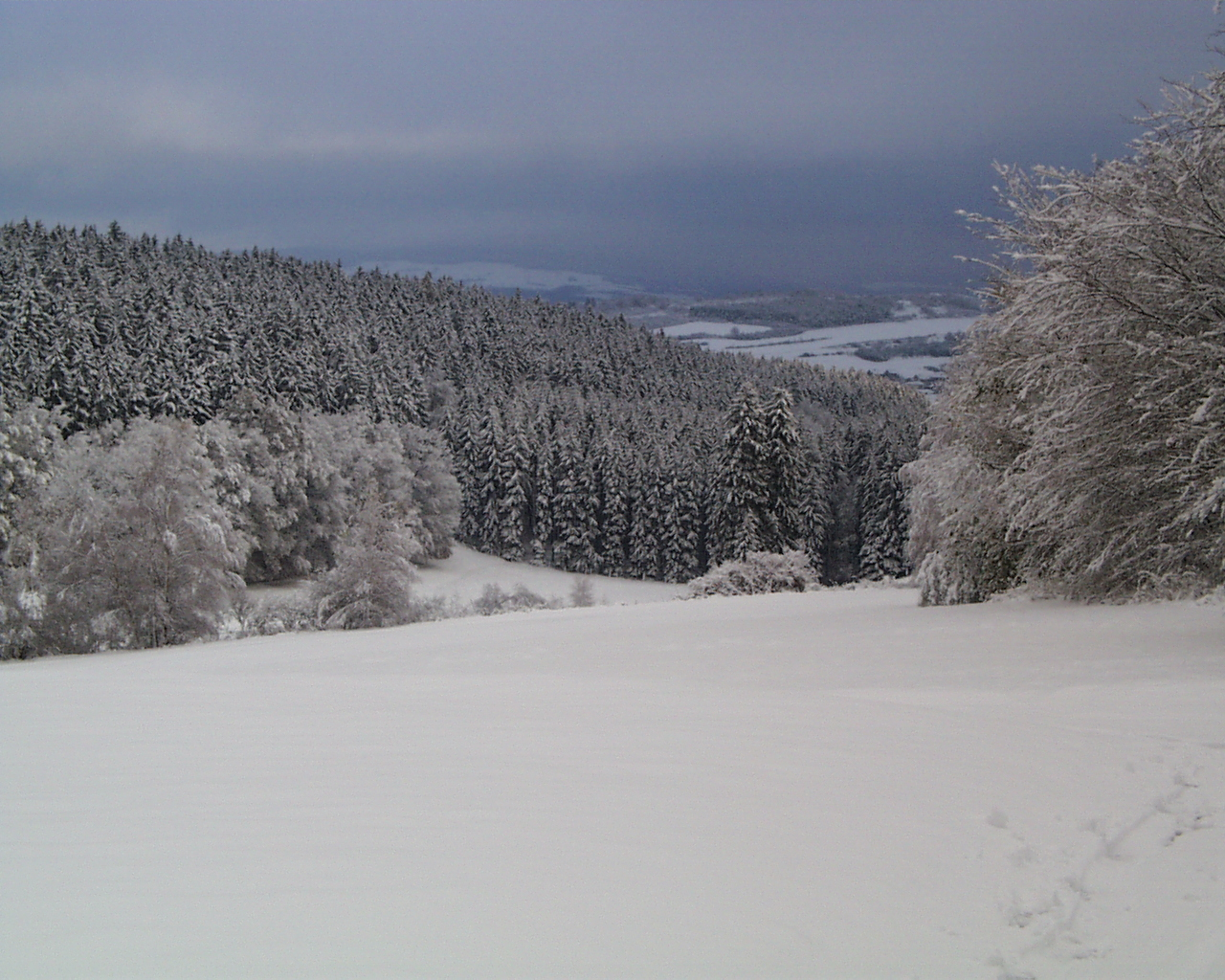
Seutebornwiese im Winter

Die vielfältige Landschaft innerhalb des Stadtgebietes ergibt sich aus den vorhandenen Nutzungstypen (Feld, Wald, Siedlungsfläche) und dem Mosaik von Waldgesellschaften (Buchen-, Eichen-, Fichtenwald), in Verbindung mit dem durch die Höhenzüge reich strukturierten Relief. Die kulturelle Landschaft spiegelt sich in den mehr als 1100 Flurnamen im Stadtgebiet wider.
Die Seutebornwiese, deren Name sich aus den niederdeutschen Wörtern seute (süß) und born (Quelle) ergibt und die Standort des CVJM-Hauses Solling war, stellt eine ausgedehnte Lichtung im Solling dar. Sie gehört zur Stadt Dassel, liegt aber rund drei Kilometer westlich davon.
Zu den bemerkenswerten Landschaftselementen und Aussichtspunkten gehören der Heukenberg und der Standort der Drei Linden. Bei Hunnesrück säumt eine der in Niedersachsen seltenen Eschenalleen den Weg zum Eselsteich.

## Persönlichkeiten

### Ehrenbürger
- Hans Mirus, war Geograph, Konrektor, Archivar der Stadt Dassel und Autor der Stadtchronik Dassel. Zwischen 1957 und 1959 führte er das erste Bauaufmaß der Burgruine Hunnesrück durch.

### Söhne und Töchter der Stadt
- Carl Busse (1772–1829), in den ersten Jahrzehnten des 19. Jahrhunderts Pastor in verschiedenen norddeutschen Gemeinden, verfasste während dieser Zeit zahlreiche theologische Abhandlungen.
- Rainald von Dassel (zwischen 1114 und 1120–1167), von 1159 bis 1167 Erzbischof von Köln und Erzkanzler von Italien.
- Heinrich Düker (1898–1986), 1946–1947 Oberbürgermeister der Stadt Göttingen, Psychologe.
- Rudolf Gerke (1848–1912), Geodät.
- Ludwig Krahmer (1810–1895), Mediziner, 1810 geboren in Hunnesrück.
- Fritz Krückeberg (1928–2012), Mathematiker und Informatiker
- Martin Kruse (1929–2022), evangelischer Theologe und Bischof der Evangelischen Kirche in Berlin-Brandenburg; wurde im Ortsteil Lauenberg geboren.
- Ulrich Lotzmann (* 1956), Zahnmediziner.
- Wilhelm Messerschmidt (1887–1971), Politiker, Abgeordneter im Landtag von Niedersachsen, im Ortsteil Wellersen geboren.
- Friedrich Oehlkers (1890–1971), Botaniker, im Ortsteil Sievershausen geboren.
- Jordan von Sachsen (um 1185/1190–1237), 2. Ordensgeneral der Dominikaner, seliggesprochen.
- Theodor Tilemann (1820–1897), Kaufmann, Philanthrop und Mitglied der Hamburgischen Bürgerschaft, im Ortsteil Sievershausen geboren.
- Karl Weniger (1899–1941), deutscher Kapitän zur See der Kriegsmarine
- Fritz Wolf (1880–1961), Turner, Olympiateilnehmer

### Persönlichkeiten, die in Dassel wirkten
- Herbert Beuerle (1911–1994), Kirchenlieddichter, Kirchenmusikkomponist, 1945–1949 Kantor in Dassel
- Wilhelm Busch (1832–1908), humoristischer Dichter, lebte zeitweise von 1846 bis 1897 im Ortsteil Lüthorst
- Friedrich Gottlieb Crome (1776–1850), bis Mitte des 19. Jahrhunderts Pastor von fünf Kirchen heutiger Ortsteile Dassels
- Walter Dietrich (* 1944), 1977–1982 Pastor an St. Laurentius
- Ernst Ehlert (1875–1957), Pferdezüchter im Ortsteil Hunnesrück
- Rudolf Godbersen (1882–1927), Forstwissenschaftler, 1918/1919 Assistent an der Oberförsterei Dassel
- Silva Gonzalez (* 1979), Entertainer
- Carl Hahne (1850–1895), Papierfabrikant
- Bernd Klaus Jerofke, Autor
- Hermann Manske (1839–1919), Industrieller
- Dietlef Niklaus (1928–2016), Pädagoge
- Rudolph Petrikat (1916–1998), Bildhauer
- Michael Schmelich (* 1954), Politiker und Kulturimpressario, wuchs in Dassel und im Ortsteil Sievershausen auf. Hier begann er auch seine politische Arbeit (Junge Union)
- Hans-Jürgen Wegener (1928–2016), Forstbeamter, 1947–1949 Lehrzeit in Dassel